# Hortipes puylaerti
Hortipes puylaerti là một loài nhện trong họ Corinnidae.
Loài này thuộc chi Hortipes. Hortipes puylaerti được miêu tả năm 2000 bởi Bosselaers & Rudy Jocqué.